# Као, Арчи
Арчи Као (англ. Archie Kao, 14 декабря 1969; г. Вашингтон, США) — американский актёр и продюсер. Наиболее известен по роли детектива Шелдона Джина в телесериале «Полиция Чикаго», по роли Арчи Джонсона в телесериале «C.S.I.: Место преступления», а также по роли Кая Чена, синего галактического рейнджера в телесериале «Могучие рейнджеры: Потерянная галактика».

## Биография
Родился 14 декабря 1969 года в Вашингтоне (округ Колумбия). Вырос в двуязычной семье с двумя младшими сестрами, зная китайский и английский языки в пригороде Алегзандрии штата Виргиния. Его родители — иммигранты из Тайваня.
Во время учёбы в Университете Джорджа Мейсона, Као присоединился к международному братству Сигма Чи, а в 1992 году получил степень в области речевой коммуникации. Будучи студентом, Као был избран президентом студенческого самоуправления, а также королем возвращения на родину университета. Первоначально молодой человек планировал поступить на юридический факультет и работать в политике, но стал актёром.

### Личная жизнь
В мае 2014 года китайская актриса и певица Чжоу Сюнь разместила у себя а аккаунте фотографию с Арчи, объявив о том, что они встречаются. 16 июля 2014 года Као и Чжоу официально поженились на сцене после благотворительного мероприятия в Ханчжоу, Китай. 23 декабря 2020 года Чжоу объявила в своем аккаунте о том, что они развелись, на что Као подтвердил её слова.